# Derby Industrial Museum

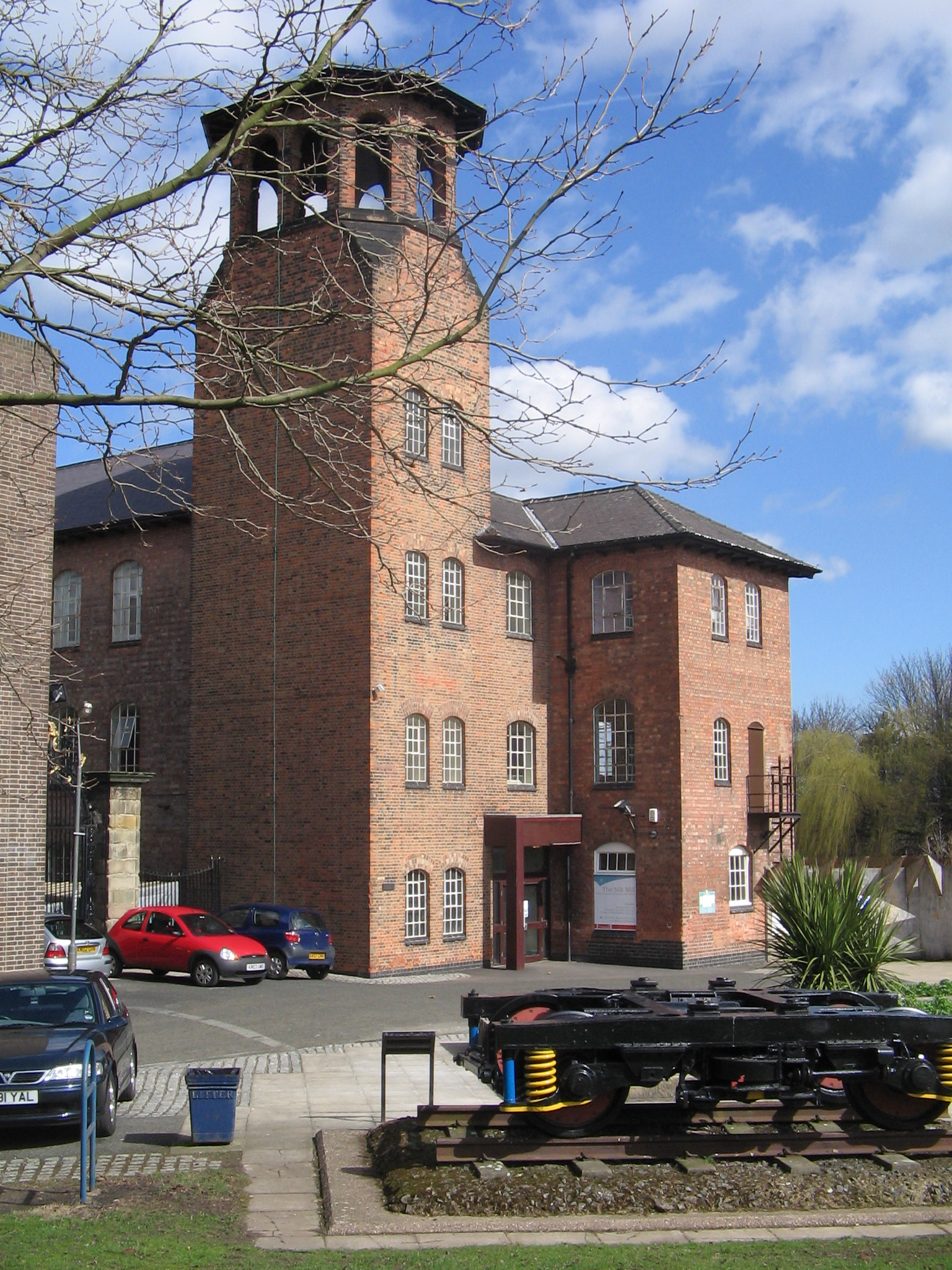
Das Derby Industrial Museum (im Gebäude einer ehemaligen Seidenspinnerei).

Das Derby Industrial Museum ist ein britisches Museum zur Geschichte der Industrie in Derby, England. Das Museum ist in dem historischen Gebäude einer ehemaligen Seidenspinnerei untergebracht. Zwischen 1717 und 1721 baute George Sorocold die Spinnerei für die Lombe-Brüder am Ufer des Flusses Derwent. Die Textilfabrik war die erste ihrer Art in Großbritannien, in der die von John Lombe in Italien ausspionierte Herstellung eines starken (verzwirnten) Kettfadens industriell umgesetzt wurde. Die Spinnräder wurden von einem unterschlächtigen Wasserrad angetrieben.
Die Spinnräder der Fabrik waren die entscheidende Innovation der Fabrik. Durch den ausschließlichen Antrieb durch Wasserkraft, die Größe der Fabrik und die für damalige Verhältnisse großen Anzahl an Beschäftigten (je nach zeitgenössischen Quellen 200 bis 400 Menschen), sowie den Ablauf des kompletten Produktionsprozesses von Rohseide zum Endprodukt gilt diese Seidenspinnerei als erste industriell betriebene Seidenproduktion in Großbritannien.
Das städtische Museum wurde am 3. April 2011 aus finanziellen Gründen vorübergehend geschlossen.